# Peter Zeihan

Peter Zeihan, 2023

Peter Henry Zeihan (* 18. Januar 1973) ist ein US-amerikanischer geopolitischer Analyst und Autor.

## Leben und Wirken
Zeihan wuchs in Marshalltown (Iowa) als adoptierter Sohn der Lehrer Jerald Zeihan und Agnes Zeihan auf. Er absolvierte 1992 die Marshalltown High School und erwarb 1995 einen BSc in Politikwissenschaft an der Northeast Missouri State University. 1997 erhielt er ein Postgraduiertendiplom in Asiatischen Studien von der University of Otago.
Zeihan sammelte Erfahrungen an der amerikanischen Botschaft in Australien und beim Think Tank Center for Political and Strategic Studies. 2000 trat er der geopolitischen Analysefirma Stratfor (Austin Texas) bei, wo er zwölf Jahre lang tätig war und schließlich zum Vizepräsidenten aufstieg. 2012 gründete er seine eigene Beratungsfirma, Zeihan on Geopolitics. Er ist bekannt für seine Expertise in globaler Geopolitik und strategischer Planung.
Zeihan ist Autor mehrerer Bücher, seine Werke handeln von den Auswirkungen von Geografie und Demografie auf die politökonomischen Verhältnisse weltweit.

## Sicht auf Deutschland
In seinen jüngsten Analysen prognostizierte Zeihan die Zukunft Deutschlands als düster und argumentierte, Deutschland werde in den nächsten 20 bis 30 Jahren als moderne Wirtschaft zusammenbrechen. Er identifizierte drei Hauptprobleme, die zu diesem Niedergang führen würden: Deutschlands Wahl der Handelspartner Russland und China, die Alterung hoch qualifizierter Arbeitskräfte und die aus Zeihans Sicht „fehlgeleitete Energiepolitik“, die auf erneuerbare Energien setze, aber den Energiebedarf des Landes nicht decken könne. Diese Faktoren stellen aus Zeihans Sicht eine „Todesstrafe“ für die deutsche Wirtschaft dar.

## Veröffentlichungen (Auswahl)
- The Accidental Superpower. The Next Generation of American Preeminence and the Coming Global Disorder. Verlag Twelve, 2016, ISBN 978-1-4555-8368-3.
- The Absent Superpower. The Shale Revolution and a World Without America. Verlag: Zeihan on Geopolitics, 2017, ISBN 978-0-9985052-0-6.
- Disunited Nations. The Scramble for Power in an Ungoverned World. Harper Business, 2020, ISBN 978-0-06-291368-5.
- The End of the World Is Just the Beginning. Mapping the Collapse of Globalization. Harper Business, 2022, ISBN 978-0-06-323047-7.